# Учень чаклуна (фільм)
«Учень чаклуна» (англ. The Sorcerer's Apprentice) — американський пригодницький фільм-фентезі 2010 року, режисером якого є Джон Туртелтауб, продюсером — Джеррі Брукхаймер. У головних ролях знялися Ніколас Кейдж, Джей Баручел, Альфред Моліна. Сюжет фільму віддалено базується на мультфільмі «Фантазія» студії Walt Disney Pictures.
У США фільм було презентовано 14 липня 2010 року. В Україні фільм було вперше показано 22 липня 2010 року..

## Сюжет
Великий чаклун Мерлін разом зі своїми учнями Балтазаром Блейком, Максимом Хорватом і Веронікою рятував світ від лихої Морґани ле Фей. Проте Балтазар і Максим закохалися в Вероніку, а жінка обрала Блейка. Після цього Хорват зрадив Мерліна й перейшов на бік Морґани. Морґана смертельно поранила Мерліна, і поки Балтазар бився з Хорватом, намагалася вбити Блейка. Тоді Вероніці вдалося виконати закляття поєднання двох душ — вона увібрала в себе Морґану. Щоб врятувати людство від Морґани, Балтазар ув'язнив її в ляльку-матрьошку Темносхрон.
Перед смертю Мерлін встиг сказати Балтазарові, що через деякий час на світі народиться його нащадок — Великий Мерлінеанець, якому буде під силу нарешті знищити Морґану. Він передав учневі свого персня в вигляді дракона — він підійде лише Верховному Мерлінеанцеві.
Ці події відбулися в 740 рр. н. е. У подальші століття Балтазар займався тим, що ув'язнював у Темносхроні морґаніанців і шукав Верховного Мерлінеанця.
У 2000 році десятирічний Дейв Статлер вирушив на шкільну екскурсію, на якій намагався розпочати стосунки із однокласницею Ребеккою Барнз. Та записку від Бекки підхопило поривом вітру до того, як Дейв устиг прочитати її відповідь на пропозицію зустрічатися. Він побіг за нею, проте записка неймовірним чином потрапила в дивну крамничку антикваріату. Там він зустрів Балтазара, який запропонував хлопцеві приміряти перстень. І він раптом ожив і охопив хвостом палець Дейва. Балтазар повідомив Дейва, що це означає: тепер він навчатиметься магії, адже має стати справжнім чаклуном. Та поки Балтазар шукав заклинаріум (навчальну книжку чаклуна), Дейв необережно впустив Темносхрон, із якого випустив зрадника Хорвата . Між Балтазаром і Хорватом почалася бійка, Хорват підпалив крамницю, і Дейв із Темносхроном втік звідти. На вулиці він одразу ж викинув незрозумілу ляльку, проте вчителька й однокласники не повірили тому, що Дейв побачив у крамничці. Наступні кілька років пройшли для хлопця не дуже вдало — він був змушений змінити школу й деякий час перебував у лікарні.
Через десять років він став успішним студентом фізичного факультету Нью-Йоркського університету, якому було виділено приміщення в метро для дослідів. Якось він зустрів Беккі Барнз. Дівчина розповіла йому, що працює на студентському радіо, і Дейв поремонтував антенну радіостанції, що вивела з ладу блискавка.
У ці десять років Балтазар і Хорват опинилися замкненими в старовинній містичній урні. Коли термін минув, обидва чаклуни звільнилися з неї й почали шукати Темносхрон. Хорват попрямував до помешкання Дейва, проте Дейв не пам'ятав, куди 10 років тому кинув ляльку. Тоді Хорват нацькував на хлопця вовків, що гналися за ним у метро. Проте раптом вовки перетворилися на цуценят: Балтазар вчасно врятував Дейва й полетів із ним на залізному орлі з Крайслер Білдінг, якого власноруч оживив. На даху будівлі він знову пояснив, що Дейв має навчатися магії, проте Дейв наполягав на тому, що більш за все хоче позбутися спогадів про те, що відбулося з ним у 2000 році. Тоді Балтазар обіцяє, що відчепиться від нього, якщо хлопець допоможе знайти йому Темносхрон. Балтазарові вдається знайти район, в якому знаходиться лялька — Китайський квартал. Теж саме дізнається Хорват. Він звільнив морганеанця Сон Лока, якого було ув'язнено в Темносхроні до нього.
По дорозі Балтазар розповідає Дейвові про сутність магії: звичайні люди використовують свій мозок максимум на 10 %, а чаклунові вдається користуватися своїми мізками на повну силу. Закони магії не відрізняються від фізичних. Поки Балтазар шукав Темносхрон, Сан Лок побачив перстень на руці Дейва й оживив паперового дракона, що намагався знищити Дейва. Дейву вдалося звільнити свідомість і запалити дракона. Після цього він захотів продовжувати навчання в Балтазара.
Їхні уроки проходили в приміщенні, яке відведене Дейву для проведення експериментів. Там Балтазар накреслив коло Мерліна й вчив хлопця. Навчанню заважало те, що паралельно Дейв намагався налагодити стосунки з Беккі, хоч Балтазар і пояснював, що чаклун має цілком присвятити себе магії. Одного разу, коли Дейв проводжав Беккі на уроки йоги, в туалеті на нього очікував Дрейк Стоун — морґанеанець, якого знайшов Хорват. Разом вони намагалися вбити Дейва, проте цьому перешкодив Балтазар. Після цього він розповідає Дейвові про події, які відбулися в 740 році й про те, що тільки він — Верховний Мерлінеанець — зможе вбити Морґану й звільнити Вероніку. Для здійснення магії Верзовному Мерлінеанцеві не потрібен перстень, проте Дейв демонструє вчителеві, що не може виконати жодної магічної дії без персня. Тоді хлопець відмовляється від подальшого навчання й іде геть. Після цього Хорват і Дрейк викрадають Темносхрон, та Дейв рятує Балтазара від загибелі.
Балтазар і Дейв вирушають на пошуки Темносхрона, та ученик Мерліна потрапив у пастку Хорвата, а сам Хорват у цей час захопив у заложниці Беккі й вимагав від Дейва його перстень. На цей час він забрав магічні сили Дрейка й малої відьми Ебіґейл Вілльямс, яку було ув'язнено в наступній ляльці — останній перед лялькою Вероніки й Морґани. Із трьома силами Хорват зможе самостійно звільнити Морґану, і якщо лиха чаклунка замкне коло, то воскресить решту морґаніанців, що зможуть знищити світ.
Балтазар негайно вирушив до місця, де Хорват звільнятиме Морґану. Беккі побачила, як той відлетів на залізному орлі й вимагала від Дейва пояснень. Хлопець розповів дівчині про магію й те, що Морґана зможе знищити людство, якщо створить коло.
Хоч Дейв і залишився без магічного персня, він разом із Беккі вирушив на допомогу Балтазарові. Хлопець вирішив керуватися законами фізики для перемоги над Морґаною.
У цей час Хорват звільнив Морґану в тілі Вероніки й вона почала створювати коло, використовуючи для цього антени на дахах трьох ближніх будинків. Хорват, що разом із силами Дрейка, Ебіґейл і Дейва був значно сильніший від Балтазара, оживив скульптуру бика, що намагався вбити того. Дейвові вдалося подолати Хорвата завдяки пристосуванню, яке він зробив на машині Балтазара, а сталевий орел відніс скульптуру бика. У цей час Беккі за проханням Дейва подолала свій страх висоти й змінили напрямок однієї з антен, яку Морґана використовувала для свого кола. Тоді Балтазар звільнив Вероніку від душі Морґани й перейняв її на себе. Перед цим Дейв пообіцяв учителеві зробити все задля того, щоб знищити Морґану. Тоді Балтазар попросив Дейва ув'язнити його разом із Морґаною в Темносхрон, та Дейв і Вероніка відмовилися це зробити. Морґана звільнилася й почала атакувати трьох чаклунів. Вона влучила в Балтазара, що захищав собою Вероніку. Тоді Дейв без персня зміг використати магію. Його сили виявилися слабшими за сили Морґани, та використавши свої знання з фізики (зачаклувавши дроти з трансформаторної будки), він зміг знищити лиху чаклунку.
Тоді він побачив, що Балтазар загинув від атаки Морґани. Та хлопцеві вдалося знову запустити серце свого вчителя. Отже, Балтазар залишився з Веронікою, а Дейв забрав Беккі снідати в Парижі, куди їх доставить залізний орел.

## У головних ролях
- Ніколас Кейдж — Балтазар Блейк
- Джей Баручел — Дейв Статлер (Джейк Черрі — Дейв у дитинстві)
- Альфред Моліна — Максим Хорват
- Тереза Палмер — Беккі Барнс (Пейтон Ліст — Беккі в 9 років)
- Тобі Кеббелл — Дрейк Стоун
- Омар Бенсон Міллер — Беннет (сусід Дейва)
- Моніка Беллуччі — Вероніка
- Еліс Крайдж — Морґана
- Джеймс Стефенс — Мерлін

## Український дубляж
Фільм дубльовано на студії «Le Doyen» на замовлення «Disney Character Voices International» у 2010 році.
- Режисер дубляжу — Анна Пащенко
- Перекладач і автор синхронного тексту — Сергій SKA Ковальчук
- Творчий консультант — Mariusz Arno Jaworowski

Ролі дублювали:
- В'ячеслав Гіндін — Балтазар Блейк
- Євген Локтіонов — Дейв Статлер
- Євген Пашин — Максим Хорват
- Катерина Брайковська — Беккі Барнс
- Іван Розін — Дрейк Стоун

А також: Лариса Руснак, Наталя Романько-Кисельова, Олександр Ігнатуша, Олександр Бондаренко, Лідія Муращенко, Юрій Висоцький, Артем Мартинішин.

## Саундтрек
| #   | Назва                            | Тривалість |
| --- | -------------------------------- | ---------- |
| 1.  | «Учень чаклуна»                  | 3:14       |
| 2.  | «Історія Верховного Мерлінеанця» | 4:02       |
| 3.  | «Переслідування записки»         | 0:39       |
| 4.  | «Дейв відроджує Балтазара»       | 2:41       |
| 5.  | «Аудиторія»                      | 1:25       |
| 6.  | «Урна»                           | 1:39       |
| 7.  | «Ґримхольд»                      | 1:39       |
| 8.  | «Битва Морґани»                  | 2:59       |
| 9.  | «Перстень»                       | 1:43       |
| 10. | «Прогулянка в дощі»              | 0:43       |
| 11. | «Коло Мерліна»                   | 2:01       |
| 12. | «Дейв має сумніви»               | 0:53       |
| 13. | «Беккі та Дейв на даху»          | 1:24       |
| 14. | «Переслідування машини»          | 3:54       |
| 15. | «Видіння Вероніки»               | 0:55       |
| 16. | «Історія Вероніки»               | 1:44       |
| 17. | «Хорват покінчає з Ґримхольдом»  | 1:13       |
| 18. | «Поцілунок від Беккі»            | 0:33       |
| 19. | «Битва з биком»                  | 2:10       |
| 20. | «Балтазар рятує Вероніку»        | 1:13       |
| 21. | «Сюїта учня чаклуна»             | 2:28       |
| 22. | «Fantasia Original Demo»         | 4:22       |

Також у фільмі використано пісні «The Middle» гурту Jimmy Eat World (на початку фільму у сцені, коли Дейв їде на екскурсію автобусом) та «Secrets» гурту OneRepublic (пісня, яку Дейв слухає по радіо, на якому працює Беккі та пізніше, коли демонстрував свій експеримент дівчині).

## Касові збори
За період прокату фільм зібрав $215,150,991

## Критика
На сайті Rotten Tomatoes кінофільм отримав 47 позитивних відгуків і 69 негативних (рейтинг стрічки — 41 %).
На сайті Metacritic оцінка фільму становить 46.
Роджер Іберт у порівнянні з іншою прем'єрою літа 2010 року фільмом «Останній володар стихій» відмітив, що «Учень чаклуна» значно кращий продукт, котрий, проте, приваблює тільки дітей і молодих підлітків «обіцянкою кіноматографічного фаст-фуду: це все цукор і кофеїн, не їжа».

## Факти
- Однойменну гру для портативних гральних систем Nintendo DS, що базується на фільмі «Учень чаклуна» було випущено 13 липня 2010 року.
- Різні епізоди нагадують про такі фільми, як: Історія іграшок (Баз Рятівник, якого видно, коли десятирічний Дейв прокидається, щоб поїхати на екскурсію), Зоряні війни. Епізод IV. Нова надія, Індіана Джонс: У пошуках втраченого ковчега. Сцену, в якій Дейв оживляє швабри, безпосередньо взято з мультфільму «Фантазія».
- У перший тиждень після прем'єри кінофільм розмістився на третьому рядку рейтингу кінопрокату в США (після трилера Крістофера Нолана «Початок» і мультфільму «Нікчемний я»). Натомість у Росії отримав лідерство рейтингу, обігнавши попереднього лідера — кінофільм «Останній володар стихій».[11]